# Адыяман (ил)
Адыяма́н (тур. Adıyaman) — ил на юго-востоке Турции.

## География
Ил Адыяман на юге граничит с илами Газиантеп и Шанлыурфа, на западе — c илом Кахраманмараш, на севере c илом Малатья, на востоке — c илом Диярбакыр.
Ил расположен в правобережье реки Евфрат, на которой находится водохранилище Ататюрк.

## Население
Население — 588 475 жителей (2009). Большинство населения — курды и исламизированные армяне.
Крупнейший город — Адыяман.

## История
Ил Адыяман создан в 1954 году, до этого его территория входила в ил Малатья.
6 февраля 2023 года стала одним из эпицентров мощного землетрясения.

## Административное деление
Ил Адыяман делится на 9 районов:
1. Адыяман (Adıyaman)
2. Бесни (Besni)
3. Челикхан (Çelikhan)
4. Гергер (Gerger)
5. Гёльбаши (Gölbaşı)
6. Кяхта (Kâhta)
7. Самсат (Samsat)
8. Синджик (Sincik)
9. Тут (Tut)

## Достопримечательности
На территории ила расположена гора Немрут-Даг, археологический комплекс на вершине которой входит в реестр Всемирного наследия ЮНЕСКО.